# فانيليلامين
فانيليلامين (بالإنجليزية: Vanillylamine)‏ ، هو مركب كيميائي، صيغته الجزيئية : C8H11NO2 ، وهو وسيط في الاصطناع الحيوي للكابسيسين. يتم إنتاج الفانيليلامين من الفانيلين بواسطة إنزيم فانيلين أمينوترانسفيراز. ثم يتم تحويله مع حمض 8-ميثيل-6-نونويك إلى كابسيسين بواسطة إنزيم الكابسيسين سينثيز. فانيليلامين مادة حساسة - إلى حد ما - للأكسدة.

## التفاعلات
يمكن أن توفر أسيلة فانيليلامين باستخدام تفاعلات شوتين-باومان مشتقًا من الأميد. تشمل الأمثلة : مادة النونيفاميد - أحد مكونات بعض رشاشات الفلفل - ، والأولفانيل ، والأرفانيل .